# Wahlenheim
Wahlenheim ist eine französische Gemeinde mit 606 Einwohnern (Stand 1. Januar 2021) im Kanton Haguenau im Département Bas-Rhin in der Europäischen Gebietskörperschaft Elsass und in der Region Grand Est.

## Geografie
Das Straßendorf und ehemalige Reichsdorf liegt in der Oberrheinischen Tiefebene zwölf Kilometer südwestlich von Haguenau und 24 km nördlich von Straßburg. Das nächste Nachbardorf ist Bernolsheim im Süden.

## Geschichte
Anlässlich einer Schenkung an das Kloster Lorsch wurde Wahlenheim im Jahr 953 im Lorscher Codex als Walahon erwähnt. Wahlenheim war ein Reichsdorf.

## Bevölkerungsentwicklung
| 1962 | 1968 | 1975 | 1982 | 1990 | 1999 | 2006 | 2013 |
| ---- | ---- | ---- | ---- | ---- | ---- | ---- | ---- |
| 236  | 231  | 245  | 340  | 368  | 365  | 377  | 367  |